# پاره (ایتالیا)
پاره (به ایتالیایی: Parre) یک کومونه در ایتالیا است که در استان برگامو واقع شده‌است. پاره ۲۲٫۵ کیلومتر مربع مساحت و ۲٬۸۲۱ نفر جمعیت دارد و ۶۵۰ متر بالاتر از سطح دریا واقع شده‌است.